# Elezioni politiche in Italia del 1882
Le elezioni politiche in Italia del 1882 si sono svolte il 29 ottobre (1º turno) e il 5 novembre (ballottaggi) 1882.
Queste elezioni si tennero con una nuova legge elettorale. L'età di accesso al voto fu abbassata da 25 a 21 anni ed il requisito di censo da 40 a 19,8 lire di tasse pagate. Inoltre, coloro che avevano superato l'esame di terza elementare non erano soggetti al requisito di censo. Il risultato fu l'allargamento del suffragio da circa 620.000 a oltre 2 milioni di aventi diritto al voto.
Fu cambiato anche il meccanismo di elezione. I collegi uninominali furono sostituiti da collegi plurinominali, ai quali era attribuito un numero di seggi variabile tra 2 e 5. L'elettore aveva diritto a tanti voti quanti erano i seggi, con l'eccezione dei collegi da 5 seggi, nei quali l'elettore disponeva solo di quattro voti. I candidati risultavano eletti al primo turno se riportavano la maggioranza assoluta dei voti, con un numero di voti almeno pari ad un ottavo degli aventi diritto. In caso contrario, era necessario un ballottaggio al quale accedeva un numero di candidati pari al doppio dei seggi da attribuire.

## Risultati
| Liste                                      | Voti      | %    | Seggi |
| ------------------------------------------ | --------- | ---- | ----- |
| Ministeriali                               |           | 56.8 | 289   |
| Opposizione                                |           | 28.9 | 147   |
| Estrema                                    |           | 8.6  | 44    |
| Altri                                      |           | 5.6  | 27    |
| Partito Socialista Rivoluzionario Italiano |           | 0.1  | 1     |
| Totale                                     |           | 100  | 508   |
| Schede bianche/nulle                       | 62.646    |      |       |
| Votanti                                    | 1.223.851 | 60,7 |       |
| Elettori                                   | 2.017.829 |      |       |